# Samolot piechoty

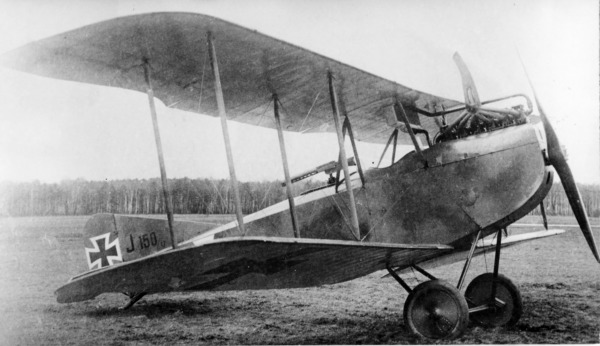
AEG J.I

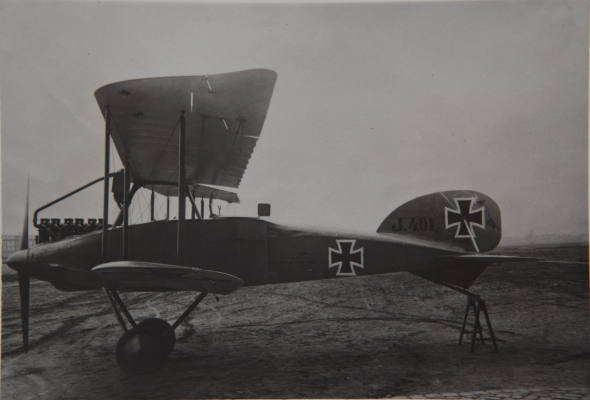
Albatros J.I

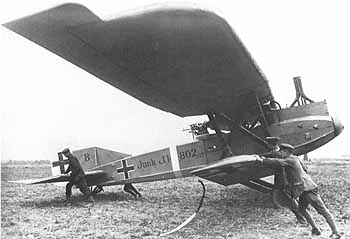
Junkers J.I

Samolot piechoty – rodzaj samolotu wojskowego przeznaczonego do współpracy z wojskami lądowymi na polu walki i zwalczania wojsk lądowych przeciwnika bronią pokładową, prekursor samolotów szturmowych.
Pod koniec I wojny światowej w lotnictwie niemieckim podjęto decyzję o budowie nowego typu samolotu wojskowego, który oprócz kontrolowania pola walki mógł również wspomagać oddziały wojsk lądowych, atakując oddziały wroga bronią pokładową. Samolot ten otrzymał w systemie niemieckim oznaczenie „J” i po kolejnym numerze samolotu tego rodzaju danej firmy symbol IFL, co było skrótem od niemieckiego wyrazu Infanterieflugzeug („samolot piechoty”).
Samoloty tego typu w zasadzie różniły się od samolotów rozpoznawczo-bombardujących jedynie opancerzeniem, które chroniło jego załogę oraz newralgiczne zespoły i części przed ogniem przeciwnika. Opancerzenie samolotów piechoty stało się niezbędne, gdyż musiały one latać nisko nad pozycjami wojsk lądowych wroga, aby móc je skutecznie zwalczać i tylko w małym stopniu być narażonym na zestrzelenie.
W 1917 roku biorąc takie założenia lotnictwo niemieckie zamówiło w kilku firmach samoloty tego typu. Do najlepszych należy zaliczyć: AEG J.I, Albatros J.I, Junkers J.I. W okresie międzywojennym eksperymentowano z takimi samolotami w Stanach Zjednoczonych, gdzie powstały takie konstrukcje jak Junkers-Larsen JL-12 czy Orenco IL-1.
Samoloty tego typu nie były produkowane po I wojnie światowej, z wyjątkiem Stanów Zjednoczonych gdzie opracowano samoloty tego typu jako konstrukcje eksperymentalne, dopiero w trakcie II wojny światowej zaczęto produkować samoloty o podobnych cechach i zastosowaniu, były to jednak zupełnie nowe typy samolotów – samolot szturmowy.